# Station Medemblik

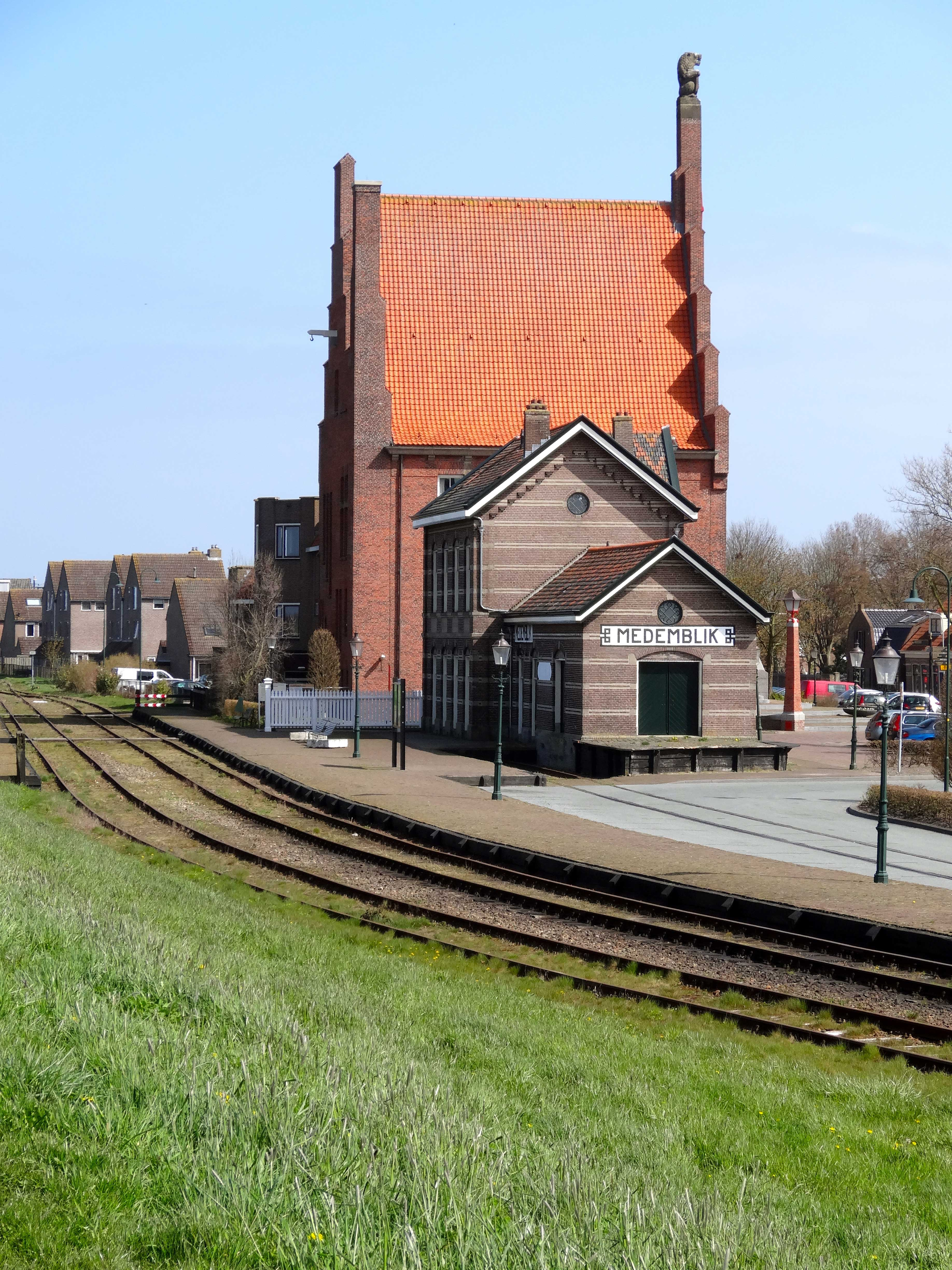
Het stationsgebouw gezien vanuit het westen.

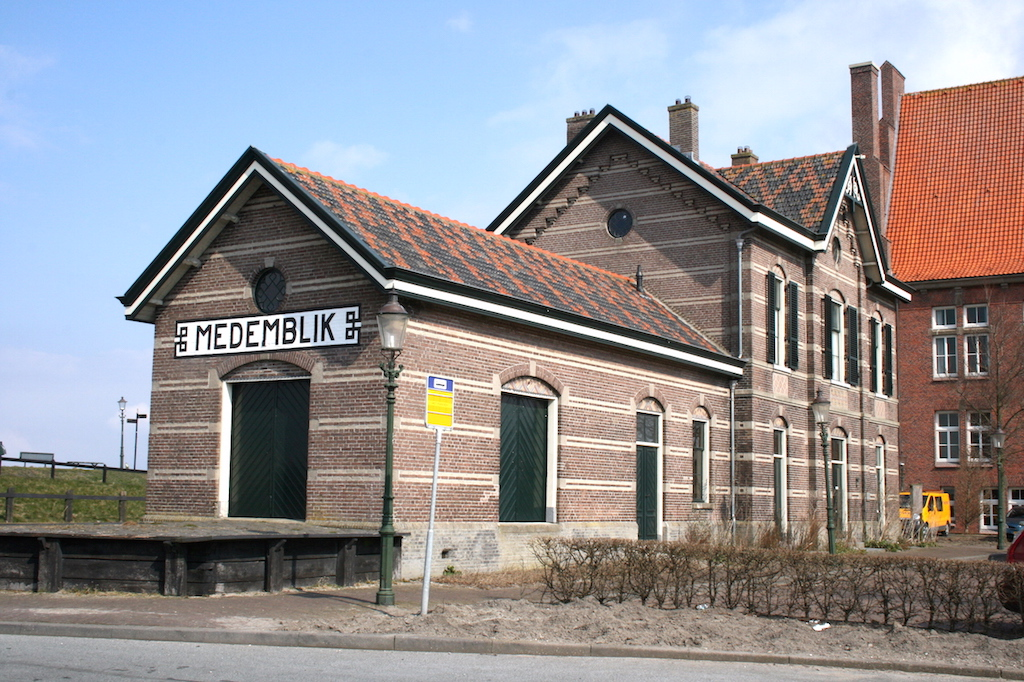
Station Medemblik, zuidwestzijde.

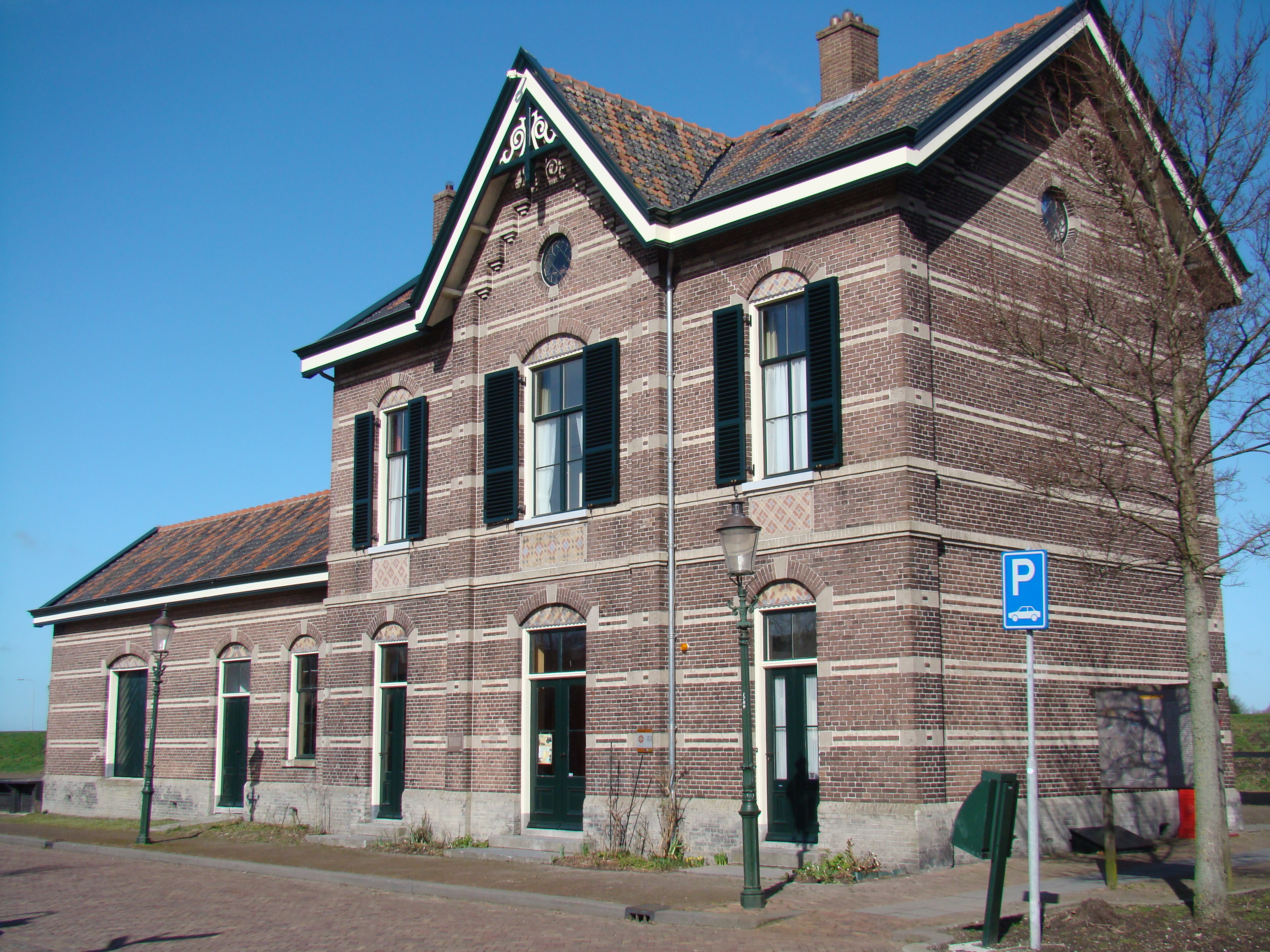
Station Medemblik, zuidoostzijde.

Station Medemblik (afkorting Mbk) is het spoorwegstation in de Westfriese stad Medemblik. Het is het eindpunt van de toeristische spoorweg (museumlijn) Hoorn - Medemblik, geëxploiteerd door de Museumstoomtram Hoorn - Medemblik (SHM). In het kader van de 'Historische Driehoek' wordt er in Medemblik aansluiting gegeven op de toeristische bootdienst naar Enkhuizen.
Het station dateert uit 1886 en is gelegen aan de in datzelfde jaar geopende spoorlijn Hoorn – Medemblik van de voormalige Locaalspoorwegmaatschappij Hollands Noorderkwartier.
Het station werd geopend op 3 november 1887 en gesloten voor reizigersvervoer op 1 januari 1936. Van 29 mei 1940 tot 5 januari 1941 was het weer geopend voor reizigersvervoer. Het goederenvervoer bleef bestaan tot 1972. Daarna heeft de SHM nog tot 1980 goederen van en naar Medemblik vervoerd.
De eerste rit van de SHM naar Medemblik vond plaats op 23 mei 1968. Sinds 1969 is Medemblik het eindpunt van de regelmatige stoomtramdienst.
Sinds de jaren zeventig is het stationsgebouw in gebruik bij de SHM. Enige jaren was ook het stoommachinemuseum hier gehuisvest, dat later verhuisde naar het gemaal De Vier Noorderkoggen, nabij Medemblik. Het stationsgebouw staat op de monumentenlijst en is nu eigendom van de SHM. Tussen december 2006 en juli 2007 werd het gebouw in historische staat gerestaureerd.

## Geschiedenis
3 november 1887 is een belangrijke datum voor de stad Medemblik. Op deze datum werd de lokaalspoorlijn Medemblik – Hoorn officieel geopend en had Medemblik, met overstap in Hoorn, een spoorverbinding naar van Amsterdam, Alkmaar en Haarlem. Station Medemblik was het beginpunt van de lokaalspoorlijn Medemblik – Hoorn en eigendom van de Locaalspoorwegmaatschappij Hollands Noorderkwartier. Het stationsgebouw was duidelijk belangrijker dan de overige stations langs de lijn.

## Exploitatie stationsgebouw
In 1936 werd de reizigersdienst naar Medemblik opgeheven. De goederendienst bleef intact. Gedurende de Tweede Wereldoorlog werd de reizigersdienst tijdelijk hervat.
Vanaf 23 mei 1968 werd de reizigersdienst hervat, echter ditmaal door de Museumstoomtram. Vanaf dat moment heeft het stationsgebouw zijn oude functie terug, namelijk het ontvangen van reizigers. Er werden een kleine stationsrestauratie en een kaartverkooppunt gevestigd. Van 1980 tot 2003 was de VVV in het stationsgebouw gevestigd. Nadat die een nieuwe locatie had gevonden werd het station in gebruik genomen door de Museumstoomtram als verkooppunt en horecagelegenheid. Sinds 2001 is het stationsgebouw eigendom van de Museumstoomtram.
De staat van het pand ging in de loop van de jaren steeds verder achteruit. Er werd een restauratieplan opgesteld voor het in- en exterieur van het gebouw en voor de dienstwoning. Op 4 december 2006 werd gestart met de volledige restauratie van het stationsgebouw. In de zomer van 2007 is het heropend. Er werd nog tot 2013 gewerkt aan de inrichting. De 2e klas-wachtkamer doet nu dienst als winkel voor vervoerbewijzen en souvenirs.

### Belangrijke data
| 1887-1936  | In exploitatie voor reizigers- en goederenvervoer           |
| 1936-1980  | In exploitatie voor goederenvervoer                         |
| 1940-1945  | Tijdelijke hervatting van reizigersvervoer tijdens de WO II |
| 1968-1980  | Stationsrestauratie en loket van SHM                        |
| 1980-2003  | VVV Medemblik                                               |
| 2001       | Verkocht aan SHM                                            |
| 2003-2006  | Station van SHM                                             |
| 2004       | Herindeling van stationsomgeving door gemeente Medemblik    |
| 2006-nu    | Aanvang van omvangrijke restauratie                         |
| Medio 2008 | Opening van gerestaureerd station                           |

## Stationsgebouw

### Exterieur
Het stationsgebouw is qua uitstraling vergelijkbaar met het type “GOLS-groot”. Stations van dit type werden tussen 1883 en 1890 gebouwd in en rond de Achterhoek; dit in opdracht van de Geldersch-Overijsselsche Lokaalspoorweg-Maatschappij.
Het stationsgebouw kan grofweg onderverdeeld worden in twee delen: het hoofdgebouw en de lage aanbouw. Hieronder zal kort het exterieur besproken worden, aan de hand van enkele specifieke onderdelen, zoals de gevels, kozijnen, deuren en het dak.

#### Gevels
Het gebouw is opgetrokken uit paarsrode baksteen in kruisverband op een hoge plint (trasraam) van onder andere blauwe en grijze kunstzandsteen. Boven de raam- en deurkozijnen bestaat de boogvulling, evenals de vlakvulling tussen de kozijnen, uit kunstzandsteen.

#### Kozijnen en deuren
De kozijnen en deuren op de begane grond zijn van grenenhout met hardstenen onderdorpels. De deuren zijn voorzien van een bovenlicht en enkelglas. De goederenloods had oorspronkelijk drie zware schuifdeuren; deze werden afgehangen met zwaar hang-, rol- en sluitwerk aan stalen deurglijders. De kozijnen met ramen op de verdieping van het hoofdgebouw zijn ven grenenhout en uitgevoerd als zesruits schuifraam met vast bovenraam. Rond 1950 zijn deze ramen aan de perronzijde voorzien van voorzetramen.
Rond 1904 werden de ramen en één deur aan de straatzijde voorzien van zonneblinden in de vorm van persiennes; op foto’s van omstreeks 1920 zijn deze echter weer verdwenen. In de topgevels van het hoofdgebouw en de goederenloods waren in totaal vier gietijzeren rondvensters met tracering geplaatst.

#### Dak
Het hoofdgebouw is twee verdiepingen hoog en wordt gedekt door een zogenaamd zadeldak met dakoverstek. De nok is evenwijdig aan het spoor en aan de staartzijde. De dwarskap was in de nok voorzien van twee vulstukken van houtsiersnijwerk.
De kapconstructie van het hoofdgebouw bestaat uit gordingen, gedragen door Philibert-spanten met blokkeels. Het geheel is voorzien van verticaal dakbeschot. De kapconstructie van de goederenloods bestaat uit drie spanten, uitgevoerd als hangwerk met kenmerkende storpen en beugels en daarboven liggende gordingen.
De dakschilden zijn belegd met rode en zwarte kruispannen, gelegd in een herhalend patroon. Het dak van het hoofdgebouw wordt onderbroken door drie gemetselde schoorstenen. In de oorspronkelijke bouw vermoedelijk omstreeks 1920 in tweeën gedeeld.De goten en gootlijsten van het hoofdgebouw en de goederenloods bestaan uit grenen gootbodems en lijsten.

### Interieur
Met een wachtkamer 2e en 3e klasse, een apart loket en grote goederenloods was direct te zien dat het station van Medemblik belangrijker was dan bijvoorbeeld de stations Opperdoes en Station Wognum-Nibbixwoud. Ook had de stationschef een duidelijk meer luxueus uitgevoerde dienstwoning.

#### Lokalen ten dienste van de exploitatie
De ruimtes ten dienste van de exploitatie waren gevestigd op de begane grond van het stationsgebouw. Hier waren de volgende ruimtes te vinden: vestibule, wachtkamer 2e klasse, wachtkamer 3e klasse, bureau en de goederenloods.

#### Vestibule
De vloer van de vestibule bestaat uit gebakken tegels in verschillende kleuren, gelegd in motief. De wanden zijn afgewerkt met een pleisterlaag. Door een buiklijstje op één meter hoogte en een wit geaderd marmeren plint is een lambrisering gecreëerd. Tussen de plint en het buiklijstje was stucmarmer aangebracht. Het plafond bestaat uit stucwerk op riet en uit drie delen. Het geheel afgezet met kroon- en perklijsten. De middenstukken bestaan uit voorstellingen van landbouw-, smederij- en korenmolengereedschappen.
Voor de kaartverkoop zaten er speciale scharnierende luikjes in de deuren naar het bureau. Onder de luikjes zit een rond plateau van wit geaderd marmer. De bovenruiten waren voorzien van de tekst “Plaats” “Bureau”. De deuren en kozijnen zijn voorzien van een houtimitatie in licht eiken.

#### Wachtkamer 2e klasse
De wachtkamer 2e klasse was ingericht met los meubilair, bestaande uit tafels en stoelen. De vloer bestond uit een eikenhouten parketvloer (in visgraat), gedragen door grenen vloerbalken. De wanden werden bedekt met vurenhouten behangtengels, waartegen (volgens bestek) een Engelberger behangseldoek werd gespannen. Hierover een stevig grondpapier en vervolgens een behang van meubelpapier.
Het plafond is opgebouwd uit riet met daarop stucwerk. Volgens bestek afgewerkt met perklijsten, hoek- en middenstukken en platte banden.
Tussen de vestibule en de wachtkamer 3e klasse zaten een stel vurenhouten deuren. De doorgang naar de wachtkamer 3e klasse was afgesloten met een schuifdeur, vermoedelijk met een buffettoonbank.
De kleurstelling van de deuren was afgestemd op de die van het behang. De panelen in de deuren waren in een donkere kleur uitgevoerd en het randhout en moulure in een lichte kleur.

#### Wachtkamer 3e klasse
De wachtkamer 3e klasse was eenvoudig ingericht met zitbanken langs de muren. De vloer bestond uit grenen vloerdelen overhoeks en in verband gelegd, gedragen door grenen vloerbalken. Een lambrisering (1,2 meter hoog) van vurenhout, bestaande uit verticale delen met kraal, was langs de wanden aangebracht. Hierboven waren de wanden voorzien van een pleisterlaag.
Het plafond is opgebouwd uit riet met daarop stucwerk. De ruimte tussen de vloer van de eerste verdieping en het daaronder liggende plafond is opgevuld met ongewassen zeegras. De ruimte werd zeer waarschijnlijk verwarmd door een potkachel of een gevelkachel.
Tussen de vestibule en de wachtkamer 3e klasse zaten een stel vurenhouten deuren. De doorgang naar de wachtkamer 2e klasse was afgesloten met een schuifdeur, vermoedelijk met een buffettoonbank.
De wanden, deuren en banken waren vermoedelijk voorzien van een houtimitatie in licht eiken.

#### Bureau
Het bureau diende als ruimte voor administratie, afhandeling van bagage en telegraaf. De ruimte was ingericht met onder andere een bagagetoonbank en een telegraaftoestel.
De vloer bestond uit grenen vloerdelen, gedragen door grenen vloerbalken. De wanden waren afgewerkt met een pleisterlaag en een lambrisering (2 meter hoog). Het plafond is opgebouwd uit riet met daarop stucwerk. Tussen het bureau en de goederenloods bevond zich een deur.

#### Goederenloods
De goederenloods had aan de bureauzijde een doorgang van de straatzijde naar het perron. Door middel van een keermuur van vlakke gele klinkers was de doorgang afgescheiden van de loodsruimte. De keermuur had in het midden een trap met drie treden om het hoogte verschil te overbruggen. De vloer was eveneens bestraat met vlakke gele klinkers.
De vloer van de loodsruimte bestaat uit grenen vloerdelen, gedragen door vloerbalken. De wanden waren afgewerkt met een witte pleisterlaag en afgewerkt met een lambrisering van portlandcementvlakwerk.
De loods was op drie plaatsen voorzien van grote en zware schuifdeuren. Hierdoor konden de goederen overgeladen worden naar de treinwagens of wegvoertuigen.

#### (Dienst)woning
De (dienst)woning bevindt zich bijna volledig op de eerste verdieping en de zolder. Men kan de woning bereiken door de ingang op de begane grond aan de straatzijde. In de beginjaren was er tevens een deur die uitkwam op de vestibule. De dienstwoning is in vergelijking tot de andere stations langs de lijn een stuk groter en luxueuzer. Hiermee wordt direct duidelijker dat de functie van station Medemblik een stuk belangrijker was.

#### Trapportaal
De deur aan de straatzijde van het station verschaf de toegang tot de woning van Station Medemblik. Men komt uit in het trapportaal. In de beginjaren was er tevens een ingang vanuit de vestibule. Vanuit het trapportaal bereikt men ook het toilet en de kelder.
De trap is vervaardigd uit grenenhout, iepenhouten wrongstukken en vuren stootborden en wellatten. De leuning is gemaakt van iepenhout met ijzeren balusters.

#### Eerste verdieping
De eerste verdieping heeft vijf ruimtes: de hal, woonkamer, kamer, slaapkamer en de keuken. De vloeren zijn gemaakt van vurenhouten delen.
De plafonds bestaan uit pleisterwerk op riet. In de hal en de woonkamer zijn de plafonds voorzien van perklijsten, hoekstukken, middenstukken en platte banden.
Vanuit de woonkamer had men prachtig uitzicht over de Zuiderzee en het stationsemplacement. Een uitstekende ruimte om gasten te ontvangen. Deze ruimte was, zeker tegenover de kamer, luxueuzer uitgevoerd, zoals het versierde plafond. Alvorens de woonkamer bereikt kon worden kwamen de gasten door de hal, vandaar dat deze ook een extra versierd plafond heeft.
De keuken heeft diverse inbouwkasten. In of naast een van deze kasten kwam de turfkoker uit. De bovenzijde van deze koker bevindt zich op zolder en is afgedekt met deksel. Ook in de hal, woonkamer, kamer en slaapkamer waren “inbouwkasten” aanwezig, die soms in meerdere ruimtes geopend konden worden.

#### Zolder
De vloer van de zolder bestaat in zijn geheel uit vurenhouten delen. Oorspronkelijk was de zolder een grote open ruimte voor opslag met een zolderkamertje. Tevens kon kleding hier te drogen worden gehangen aan drooginrichting met droogstokken. De binnenzijde van de buitengevels waren afgewerkt met een witte pleisterlaag.
Het zolderkamertje was ingericht met een bedstee en een aansluitende kast. Het plafond boven de bedstee en kast was van hout, het plafond van het zolderkamertje was voor de rest pleisterwerk op riet.
In een later stadium is op de zolder nog een kleine kamer gebouwd.